# Éléphants Dasara

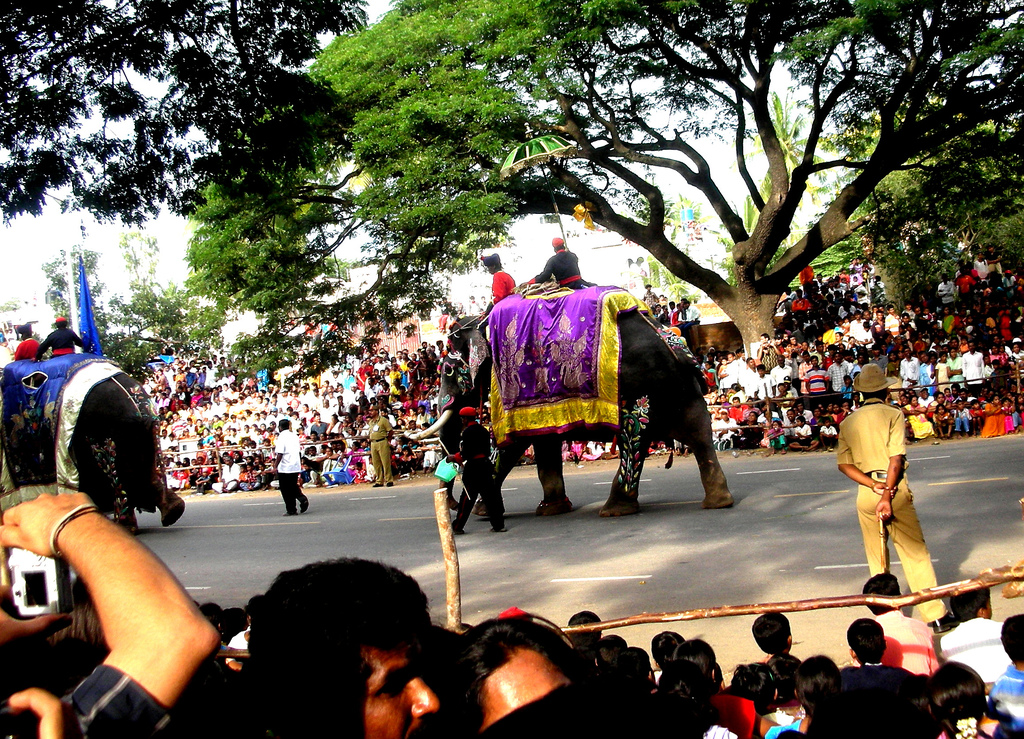
Éléphant défilant au festival de Mysore Dasara

Les éléphants font partie intégrante du festival de Mysore Dasara. Les éléphants forment en effet le cœur de la procession de Mysore Dasara le jour de Vijayadashami.  L'éléphant de tête porte le Howdah d'or (Chinnada Ambari) avec la déesse Chamundeshwari à l'intérieur . 

## Arrivée
Les éléphants commencent à arriver à la ville de Mysore en groupes. Ils arrivent à Mysore environ un mois avant le début des festivités et se préparent pour leur marche le dernier jour.  Les éléphants sont accompagnés de leurs détenteurs respectifs ou cornacs.  Les éléphants sont généralement amenés dans des camions et parcourent parfois 70 km à pied de leur lieu de résidence dans le parc national de Nagarahole à Mysore. Les villageois saluent les animaux sacrés tout au long de leur itinéraire de voyage.  Chaque groupe de pachydermes arrivant de la forêt au poste de contrôle de la forêt Veerana Hosahalli, à Hunsur taluk, est reçu par le ministre de district, une foule de responsables et de personnalités de Mysore ainsi que des habitants des villages voisins. Les villageois exécutent des danses folkloriques, battent des tambours et chantent des chansons pour accueillir les éléphants. Cela correspond à la tradition royale des Maharajas de Mysore. 

## Festin royal
Dans leurs camps respectifs, les éléphants reçoivent le « ragi mudde », un mélange de ragi et de branches de graminée et de fourrage.  Mais lorsqu'ils sont des invités royaux dans la ville royale de Mysore qui se préparent pour Dasara, ils sont servis avec une nourriture «royale» jusqu'au grand final de Dasara - Jamboo Savari.  Les éléphants mangent le Uddina Bele (haricot urd), le gram vert, le blé , le riz bouilli, les oignons et les légumes le matin et le soir.  Ils reçoivent du riz, des arachides, de la noix de coco du jaggery et de la canne à sucre avec un peu de sel pour donner du goût à leur régime après leur répétition régulière.  Cette nourriture est servie deux fois par jour. Ils obtiennent également du fourrage comme des feuilles de banian. Des précautions supplémentaires sont prises lors du service de nourriture aux éléphants. Des aliments riches en calories et en protéines sont servis aux éléphants pour améliorer leur forme physique. Ils portent beaucoup de poids lors de la procession et pour cela, ils ont besoin de force. Par conséquent, ils sont nourris avec des aliments riches.  La nourriture servie le matin est garnie de beurre pur pour la saveur.  Outre des aliments nutritifs, des doses de vitamines sont également injectées pour équilibrer le régime alimentaire. Un éléphant mange 400 kg de fourrage par jour dans les forêts.  La nourriture qui leur est servie à Mysore contient beaucoup de calories et dépasse ce qu’ils mangent dans la jungle.

## Choisir les éléphants
Les éléphants Dasara sont généralement capturés par les dresseurs d'éléphants via l'opération Khedda. Pendant le règne de Wodeyar, les éléphants ainsi capturés ont été inspectés dans un champ dégagé pour en vérifier la force, la personnalité et le caractère.  Les styles de marche, les faiblesses de la séduction, le charisme de la tête sont quelques-uns des facteurs pris en compte pour la sélection. Ensuite, les éléphants choisis ont été formés pour le festival.  On dit que le roi lui-même aurait supervisé la formation.  Parfois, de jeunes éléphants abandonnés sont également formés au dasara. 

## La demeure
Le reste de l'année, les éléphants séjournent généralement dans leurs camps d'entraînement et dans les parcs nationaux environnants.  Il existe environ 70 éléphants domestiqués dans des camps exclusifs à Dubare , Hebballa, Moorkal, Kallalla, Nagarahole, Veeranahosahalli, Metikuppe, Sunkadakatte, Bandipur, Moolehole, K. Gudi et Bheemeshwari. Environ 240 cornacs et kavadis s'occupent des besoins de ces éléphants et développent un lien avec eux. 

## Les éléphants
Les éléphants sont nommés à Kannada et portent généralement les noms de personnages mythologiques et historiques hindous. Les éléphants Drona et Balarama ont porté l'idole de la divinité Chamundeshwari logée dans la Howdah d'or pendant 30 ans au total. Balarama a pris ses responsabilités après la mort accidentelle de Drona par électrocution en 1998 dans le parc national de Nagarahole.  Balarama a été mis à la retraite après 13 ans. Arjuna, âgé de 52 ans, a remplacé Balarama et portait le Howdah d'or lors de la procession du Jamboo Sawari Dasara 2012 à Mysore le 24 octobre 2012. Les autres éléphants participant à l'événement sont Bharata, Kanthi, Gayathri, Kokila, Sri Rama, Abhimanyu, Gajendra, Biligiriranga, Vikram, Varalakshmi et Sarojini. 